# Juuso Pykälistö
Juuso Pykälistö (né le 21 mai 1975 à Padasjoki en Finlande) est un pilote de rallye finlandais.
Il a notamment participé au Championnat du monde des rallyes de 1996 à 2005 à bord d'une Peugeot 206 WRC et d'une Citroën Xsara WRC.
Pykälistö a par ailleurs remporté le rallye d'Arctique qui se dispute annuellement à Rovaniemi (Laponie), en 2002 et en 2005.